# 胡健燊
胡健燊（1985年5月4日—）是香港男子自行车运动员，主攻公路自行车赛。他在2008年北京奥运会上代表香港队参加男子公路赛，结果以7:05:57获得第88名。